# Energiafordulat az egyes államokban

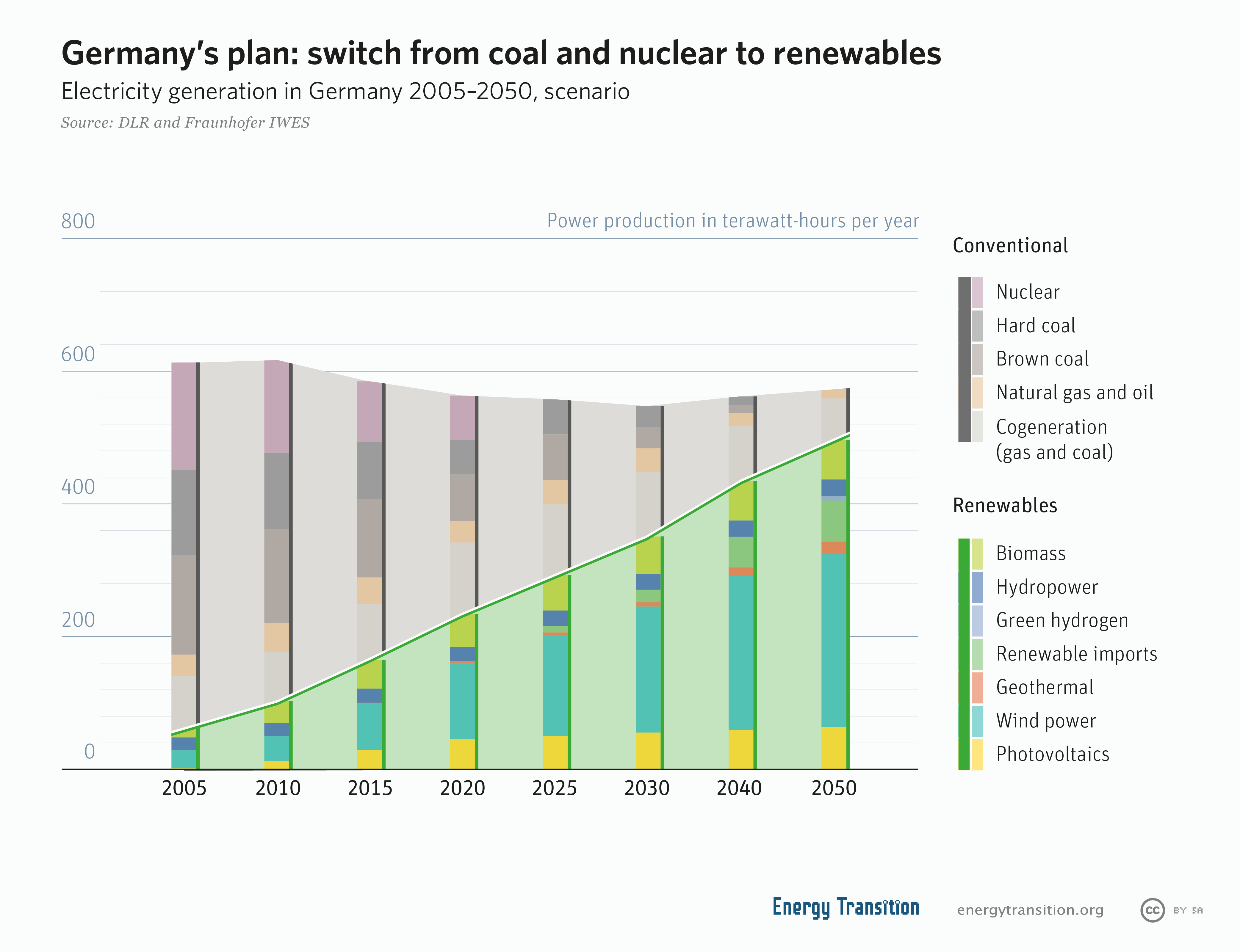
Németország energiaátmenetének egy lehetséges forgatókönyve

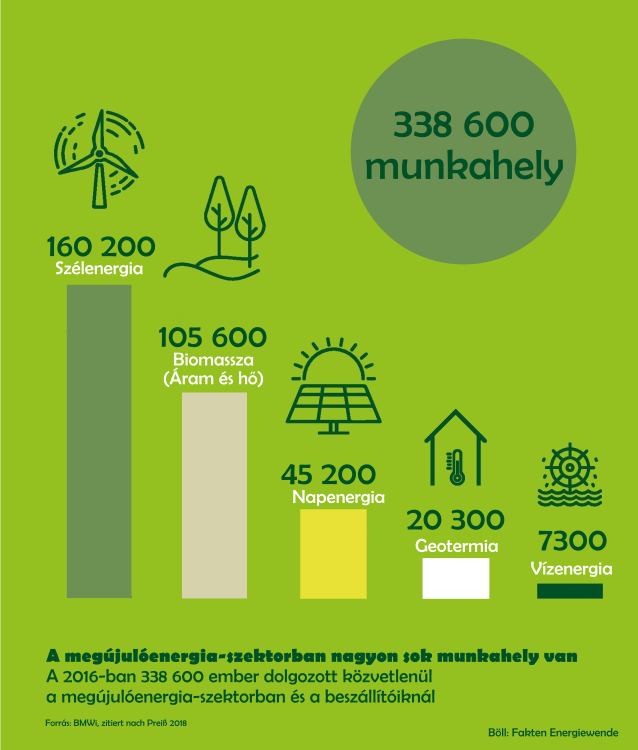
Az energiaátmenet hatása a munkahelyekre

Az energiaátmenet a világ egyes államaiban azokat a globális szintű erőfeszítéseket foglalja össze, amelyek célja a jelenlegi, túlnyomórészt fosszilis energiahordozókra és atomenergiára épülő energiarendszerek átalakítása megújuló energiaforrásokra alapozott, fenntartható és környezetbarát energiarendszerré. Ez a folyamat, amelyet gyakran energiafordulatnak is neveznek, számos iparosodott és fejlődő országban zajlik, azonban az egyes nemzetek által alkalmazott politikai stratégiák és megközelítések jelentősen eltérhetnek egymástól.

## Az energiafordulat motivációja és háttere
A fosszilis energiahordozókról és az atomenergia nem fenntartható felhasználásáról a megújuló energiákon alapuló, fenntartható energiaellátásra való átállást nevezzük energiafordulatnak vagy energiaátmenetnek. Az energiaátmenet elsődleges célkitűzése az energiagazdaság által okozott súlyos ökológiai és gazdasági problémák minimalizálása, valamint az energiatermelés eddig figyelmen kívül hagyott, úgynevezett externális költségeinek teljes körű beépítése az energia árába. Az emberi tevékenység által egyértelműen okozott globális felmelegedés korunk egyik legsürgetőbb kihívása, amely az energiagazdaság dekarbonizálását, azaz a szén-dioxid-kibocsátással járó energiahordozók, mint a kőolaj, a szén és a földgáz használatának fokozatos megszüntetését teszi szükségessé. Az energiafordulat további fontos indokai közé tartozik a fosszilis energiahordozók készleteinek végessége és kimerülése, valamint az atomenergia felhasználásával járó, hosszú távú biztonsági és környezeti kockázatok, beleértve a radioaktív hulladékok kezelésének megoldatlan problémáját. A globális energiaellátás fenntarthatóvá tétele a 21. század egyik legmeghatározóbb és legösszetettebb feladata.
Az energiafordulat komplex folyamata magában foglalja az villamosenergia-termelést, a fűtést és hűtést biztosító rendszereket, a közlekedést és mobilitást, valamint hosszabb távon a fosszilis alapanyagok kiváltását olyan ipari folyamatokban is, mint például a műanyagok vagy a műtrágyák előállítása. A szén és a kőolaj felhasználásának radikális csökkentése, illetve végső soron megszüntetése elkerülhetetlenül azzal kell, hogy járjon, hogy a még rendelkezésre álló fosszilis energiahordozó-készletek jelentős részét a földben kell hagyni a klímacélok elérése érdekében. Az átalakulás kulcsfontosságú elemei: a megújuló energiaforrások kiépítésének felgyorsítása, az energiahatékonyság növelése minden szektorban, és az energiatakarékossági intézkedések széleskörű megvalósítása. A főbb megújuló energiaforrások közé tartozik a szélenergia (szárazföldi és tengeri), a napenergia (mind a fotovoltaikus, mind a koncentrált naphő technológiák), az árapály- és hullámenergia, a bioenergia fenntartható formái, a vízenergia, valamint a geotermikus energia. Ezek mellett egyre fontosabb szerepet kap az úgynevezett szektorcsatolás, különösen a hőszivattyúk elterjedése a fűtésben és az elektromos mobilitás térnyerése a közlekedésben, melyek révén ezen ágazatok energiaigénye is megújuló forrásokból származó villamos energiával fedezhető. A hagyományos, fosszilis energiahordozókról a megújuló energiákra való átállás globális szinten, a világ számos országában eltérő ütemben és stratégiával ugyan, de folyamatban van. Az átálláshoz szükséges alapvető elképzelések és technológiák már nagyrészt kidolgozottak és rendelkezésre állnak. Bár tisztán technológiai szempontból egy teljes, globális energiaátmenet akár már 2030-ig is megvalósítható lenne, politikai, gazdasági és társadalmi tényezők, valamint a gyakorlati megvalósítás kihívásai miatt reálisabb célkitűzésnek tűnik a 2050 körüli időpont. Az átállás legfőbb akadályának sokan továbbra is a kellő politikai akarat hiányát, illetve a meglévő érdekstruktúrák ellenállását tartják. Mind globális szintű, mind például Németországra vonatkozó részletes modellezéseken alapuló tanulmányok arra a következtetésre jutottak, hogy egy teljesen megújuló alapú energiarendszerben az energiaköltségek hosszabb távon nem lennének magasabbak, sőt potenciálisan alacsonyabbak lehetnek, mint a hagyományos, fosszilis és nukleáris energiára építő rendszerek fenntartásának költségei, különösen ha a környezeti és egészségügyi externáliákat is figyelembe vesszük.
A nyilvános diskurzusban az energiafordulat fogalmát gyakran leegyszerűsítve, kizárólag az áramtermelés átalakítására használják, amely például Németországban a teljes végső energiafelhasználásnak csupán mintegy 20 százalékát teszi ki. A politikai és társadalmi viták során gyakran háttérbe szorul az a tény is, hogy a technológiai megoldásokra (megújulók és energiahatékonyság) összpontosító stratégiák mellett az energiatakarékosság elengedhetetlen komponens, ami egyben azt is jelenti, hogy egy sikeres energiaátmenet a fogyasztói szokások és viselkedési minták megváltozását, azaz egy tudatosabb, alacsonyabb energiafelhasználást is igényel.

## Az energiaátmenet további alakulása
Az energiaátmenet egyik nemzetközileg elismert úttörőjének Dánia számít, amely már 2012-ben villamosenergia-szükségletének 30 százalékát szélenergiából fedezte, és ez az arány azóta jelentősen tovább növekedett. Dánia hosszú távú célul tűzte ki, hogy 2050-ig az energiagazdaság mindhárom fő szektorában – az áramtermelésben, a fűtés-hűtésben és a közlekedésben – teljes mértékben, azaz 100 százalékban megújuló energiaforrásokra támaszkodjon. Kiemelkedő jelentőségű a német energiafordulat ("Energiewende") is, amely nemzetközi szinten is nagy figyelmet kapott, számos követőre talált, de kritikákat és elutasítást is kiváltott. Noha a német energiafordulatot a közbeszédben gyakran tévesen Németország atomenergiából való, kétszer is megerősített kiszállásával azonosítják, a folyamat valójában már az 1980-as években megkezdődött a megújuló energiák korai támogatásával és az új atomerőmű-projektek leállítására irányuló társadalmi mozgalmakkal.
A fosszilis energiahordozókra épülő erőművek üzemeltetésével járó súlyos környezetszennyezési problémák, mint például a szmog, a vízszennyezés és a talajszennyezés, a fosszilis energiahordozók véges volta, készleteik kimerülése és ennek következtében áruk potenciális emelkedése, valamint különösen az égetésükkel járó globális felmelegedéshez való hozzájárulásuk számos más fejlett és fejlődő országot is arra késztetett, hogy újragondolja a fosszilis energiahordozók szerepét az energiaellátásban. Ennek eredményeként időközben több államban hivatalosan is elindították vagy felgyorsították a saját energiaátmeneti programjaikat.
Különösen Kínában, ahol a súlyos környezeti problémák (például a légszennyezettség) miatt a lakosság részéről is egyre erősebbek a tiltakozások és elvárások, az utóbbi években határozott politikai lépések történtek a fosszilis energiahordozók negatív hatásainak mérséklésére. Szigorúbb környezetvédelmi előírásokat vezettek be, és rendkívül nagy léptékben támogatják a megújuló energiaforrások telepítését és az energiahatékonyság növelését. Már 2013-ban is Kína játszott vezető szerepet a szélenergia-kapacitások, a napelemek és az okos elektromos hálózatok fejlesztésében és telepítésében egyaránt; azóta pedig megszilárdította pozícióját mint a világ legnagyobb befektetője a megújuló energiákba és mint a világ legnagyobb zöldáram-termelője. Ezzel párhuzamosan sok ország számára a fosszilis energiahordozók importjától való függés csökkentése is döntő motiváció a megújuló energiákra való átállásban. Ez ugyanis lehetővé teszi számukra az energiaimport csökkentését, növelve ezzel az energiabiztonságot és javítva a külkereskedelmi mérleget. Emellett csökkenhet az energiaforrásokért folytatott nemzetközi versengés és az ebből fakadó geopolitikai feszültségek és katonai konfliktusok kockázata is. Nemzetek feletti szinten több nemzetközi szervezet is aktívan támogatja az energiaellátás átalakítását. A különböző nemzeti törekvések jobb összehangolása és a megújuló energiák elterjedésének globális előmozdítása érdekében 2010-ben megalakult a Megújuló Energiák Nemzetközi Ügynöksége (IRENA). A szervezet célja, hogy világszerte támogassa a megújuló energiaforrások alkalmazását és fenntartható használatát.
Az ENSZ keretében is kiemelt figyelmet kap a dekarbonizáció. Az ENSZ főtitkára kezdeményezésére jött létre a Fenntartható Fejlődési Megoldások Hálózata (Sustainable Development Solutions Network - SDSN), amely ütemterveket dolgoz ki a globális gazdaság szén-dioxid-mentesítésére. 2014 júniusában adták ki az "Utak a Mély Dekarbonizációhoz" (Pathways to Deep Decarbonization) című jelentésüket, amely többek között 12 ipari ország számára vázolt fel lehetséges utakat a fenntartható fejlődés és a mély dekarbonizáció eléréséhez.
A németországi Fraunhofer Intézet Napenergia Rendszerekkel Foglalkozó Intézete (Fraunhofer ISE) kidolgozott egy Energia Átalakítási Indexet (Energy Transformation Index - ETI) annak mérésére, hogy az egyes országok milyen mértékben haladtak előre az energiafordulatban. Ez a mutató komplex módon értékeli mind a megújuló energiaforrásokra (mint a nap- és szélenergia) alapozott áramtermelés elterjedtségét, mind pedig az energiahatékonyság szintjét. Egy 2013-as értékelés szerint Svédország vezette a rangsort, míg Németország a negyedik helyen állt, egy szinten lévő Brazíliával, Japánnal és Nagy-Britanniával. Ugyanakkor a megújuló energiaforrások 1990 óta bekövetkezett növekedésének ütemét tekintve Németország Nagy-Britanniával együtt az élmezőnyben volt ebben az időszakban. Az EU tagállamai esetében fontos figyelembe venni, hogy bár a nemzeti energiamix meghatározása és az energiafejlesztési utak kijelölése alapvetően tagállami hatáskörbe tartozik (nemzeti szuverenitás kérdése), az uniós szintű szabályozás – mint például az EU kibocsátáskereskedelmi rendszere (ETS), a megújuló energiaforrásokra és energiahatékonyságra vonatkozó kötelező célok –, valamint a határokon átnyúló villamosenergia- és földgázhálózatok összekapcsoltsága révén erős kölcsönhatások és függőségek alakulnak ki az EU jogalkotása és az egyes tagállamok, illetve a szomszédos országok energiapolitikái között.

## Belgium
Belgium 2003-ban, egy zöld párti részvétellel működő koalíciós kormány irányítása alatt döntött az atomenergia fokozatos, 2025-ig történő kivezetéséről. Az eredeti terv szerint a tihange-i és a doeli atomerőművek mind a hét akkori működő reaktorblokkját negyven év üzemidő után kellett volna véglegesen leállítani. Új atomerőművek építését törvényben megtiltották. Ezt a jogszabályt a következő években heves és ellentmondásos viták kísérték, és többször felmerült az üzemidő-hosszabbítás lehetősége is, azonban sokáig nem történt érdemi törvénymódosítás. A fukusimai nukleáris katasztrófa után a belga kormány megerősítette a 2025-ös kivezetési céldátumot. Ennek keretében döntöttek a Tihange I blokk üzemidejének tíz évvel, 2025-ig történő meghosszabbításáról, míg a Doel 1 és 2 blokkokat eredetileg már 2015-ben tervezték leállítani.
A helyzetet tovább bonyolította, amikor a Doel 3 és Tihange 2 blokkok reaktortartályaiban anyagfáradás jeleként több ezer hajszálrepedést fedeztek fel. Ezen műszaki problémák és az ellátásbiztonsági aggályok miatt a Doel 1 és Doel 2 blokkok, amelyeket eredetileg 2015-ben zártak volna be, végül további üzemidő-hosszabbítást kaptak, egészen 2025-ig, hogy a Tihange I blokkal együtt biztosítsák az átmeneti időszak energiaellátását. A FANC (Szövetségi Nukleáris Ellenőrzési Ügynökség) szigorú biztonsági vizsgálatok és előírt fejlesztések végrehajtása után engedélyezte ezen blokkok további, biztonságos működését. A repedésekkel érintett Doel 3 és Tihange 2 blokkokat azonban, hosszas vizsgálati és javítási kísérleteket követően, véglegesen leállították: a Doel 3-at 2022 szeptemberében, a Tihange 2-t pedig 2023 januárjában helyezték üzemen kívül. A 2014 márciusában a FANC által elrendelt kényszerleállításuk után e két blokk már nem termelt újra kereskedelmi céllal villamos energiát. Az ukrajnai háború következtében Európában kialakult energiaválság miatt azonban a belga kormány 2022-ben gyökeresen felülvizsgálta az atomenergia kivezetésének korábbi ütemtervét. Tárgyalásokat kezdeményezett az üzemeltető Engie vállalattal a legújabb Doel 4 és Tihange 3 reaktorok üzemidejének tíz évvel, potenciálisan 2035-ig történő meghosszabbításáról, amelyről később elvi megállapodás is született, bár a végleges jóváhagyás és a részletes feltételek kidolgozása még folyamatban van.
A megújuló energiaforrások kiépítése terén Belgium eredetileg azt a célt tűzte ki, hogy 2020-ig elérje a bruttó végső energiafogyasztás 13%-os részarányát. Ezt a célt nem sikerült maradéktalanul teljesíteni, a ténylegesen elért arány 2020-ban körülbelül 11,7% volt, ami ugyanakkor így is jelentős növekedést mutat a 2004-es mindössze 1,9%-os értékhez képest. Belgium frissített Nemzeti Energia- és Klímatervében (NECP) már jóval ambiciózusabb célokat fogalmazott meg a 2030-ig terjedő időszakra. A szélenergia kapacitás kiemelkedően bővült az elmúlt évtizedben: 2023 végére a teljes beépített szélerőmű-kapacitás már meghaladta az 5500 MW-ot. Ennek jelentős részét, mintegy 2300 MW-ot a belga tengerpart mentén létesített tengeri (offshore) szélerőműparkok adják. Azóta több új, nagyméretű tengeri park is üzembe állt, mint például a Rentel (309 MW) vagy a Norther (370 MW), így a korábban kiemelkedő Thorntonbank (325 MW) ma már csak egyike a számos jelentős tengeri szélerőmű-termelőegységnek. A fotovoltaikus rendszerek (napelemek) telepített kapacitása szintén robbanásszerű növekedést mutatott, 2023 végére megközelítette a 10 000 MWp (megawatt peak) értéket. Az egy főre jutó napelem-kapacitás tekintetében Belgium továbbra is stabilan az európai élmezőnyhöz tartozik, gyakran a harmadik-negyedik helyet foglalva el az Európai Unió tagállamai között, bár a pontos rangsor az egyes évek telepítési dinamikájától függően némileg változhat.

## Fordítás
Ez a szócikk részben vagy egészben  az   Energiewende nach Staaten című német Wikipédia-szócikk fordításán alapul.  Az eredeti cikk szerkesztőit annak laptörténete sorolja fel. Ez a jelzés csupán a megfogalmazás eredetét és a szerzői jogokat jelzi, nem szolgál a cikkben szereplő információk forrásmegjelöléseként.